# Liste des analogues et dérivés du modafinil

Structure chimique du modafinil.

Cette page présente des composés chimiques similaires au modafinil, appelés analogues et dérivés du modafinil. Il s'agit d'analogues structurels et de dérivés du modafinil, un médicament qui influence les niveaux de dopamine dans le cerveau de manière atypique (inhibiteur de la recapture de la dopamine ou IRD). Le modafinil est un médicament utilisé pour favoriser l'éveil et maintenir la vigilance (agent eugéroïque),.
La majorité des analogues du modafinil répertoriés sont des médicaments qui agissent spécifiquement sur la recapture de la dopamine (réabsorption d'un neurotransmetteur par un transporteur), présentant des effets plus puissants (inhibiteurs sélectifs de la recapture de la dopamine, ou IRD, avec une puissance accrue) par rapport au modafinil,,. Les analogues du modafinil présentent un intérêt potentiel dans le traitement d'une affection impliquant l'usage abusif de médicaments stimulants (trouble lié à l'usage de psychostimulants ou PSUD), en tant que médicaments qui aident à augmenter la motivation (agents pro-motivationnels) pour traiter les troubles de la motivation,,, et pour le traitement des maladies neurodégénératives telles que la maladie d'Alzheimer,,,.
Les analogues du modafinil agissant comme des inhibiteurs de la recapture de la dopamine (IRD) incluent à la fois des médicaments similaires au modafinil qui influencent la dopamine sans provoquer d'effets stimulants (IRD atypiques non psychostimulants de type modafinil), tels que le flmodafinil et le JJC8-016, ainsi que des médicaments qui affectent la dopamine de manière similaire à la cocaïne (IRD classiques ou typiques de type cocaïne), comme le JJC8-088. En plus de leurs applications médicales potentielles, certains analogues du modafinil, tels que l'adrafinil, le flmodafinil, le fladrafinil et le modafiendz, sont également commercialisés en ligne comme substances supposées améliorer les fonctions cognitives, telles que la mémoire et la concentration (nootropiques),,,.
Un des effets indésirables de certains analogues du modafinil tels que le JJC8-016 est le blocage d'une protéine spécifique (hERG) qui peut entraîner des problèmes cardiaques (inhibition puissante de l'anti-cible hERG et cardiotoxicité prédite),,,,.

## Liste des analogues et dérivés du modafinil
- Adrafinil (Olmifon, CRL-40028, N-hydroxymodafinil) – prodrogue du modafinil[1],[9]
- CE-103 – IRD[15],[16]
- CE-111 – IRD[6],[15],[17]
- CE-123 (ou (S)-CE-123) – IRD[4],[15],[18],[19],[20]
- CE-125 – IRD[6],[15],[21]
- CE-158 (ou (S,S)-CE-158) – IRD[4],[22],[23]
- Cinfenine – Antidépresseur (abandonné) et vasodilatateur coronarien (similaire en structure au JJC8-016)[24],[25]
- CT-005094 (CT-0050904) – IRD atypique[26],[27]
- CT-005404 (CT-5404) – IRD atypique[4],[28],[26],[27]
- Fladrafinil (CRL-40941, fluorafinil, bisfluoroadrafinil) – agent similaire au modafinil, peu charactérisé (mais potentielle prodrogue du flmodafinil)[1],[9]
- Flmodafinil (CRL-40940, NLS-4, JBG01-41, bisfluoromodafinil, lauflumide) – IRD atypique[1],[9],[29],[30],[31],[32]
  - (S)-(+)-Flmodafinil (JBG1-048) – IRD atypique[31],[33]
  - (R)-(–)-Flmodafinil (JBG1-049) – IRD atypique[31],[33]
- GC03-04 – IRD[34]
- GC04-38 – IRD[34],[35]
- JJC8-016 – IRD atypique et peu sélectif[1],[8],[2]
- JJC8-087 – IRD[34],[35]
- JJC8-088 – IRD classique, atypique, similaire à la cocaïne[8]
- JJC8-089 – IRD[8],[2]
- JJC8-091 – IRD atypique[8],[2]
- (S)-MK-26 – IRD atypique[4],[36],[37]
- Modafiendz (methylbisfluoromodafinil) – agent similaire au modafinil, peu charactérisé[1],[10],[11]
- Modafinil (Provigil, Alertec, Modavigil, CRL-40476) – IRD atypique, autre action[1],[38]
  - Armodafinil (Nuvigil, CRL-40982, CEP-10952, (R)-modafinil) – IRD atypique[1],[39]
  - Esmodafinil (CRL-40983, (S)-modafinil) – IRD atypique[1],[38]
- Acide modafinilique (CRL-40467) – métabolite inactif du modafinil[1],[40]
- Modafinil sulfone (CRL-41056) – Métabolite du modafinil avec des effets anticonvulsivants mais autrement inactif[1],[40].
- RDS03-94 (RDS3-094) – IRD atypique[3],[8],[41]
- RDS04-010 (RDS04-10, RDS4-010) – IRD[42],[14]

En plus de ce qui précède, d'autres analogues du modafinil ont également été décrits,,,,,,,,,,,,,.